# Challenger de Charleston 2021
El LTP Women's Open 2021 fue un torneo de tenis profesional jugado en canchas tierra batida verde. Fue la primera edición del torneo y forma parte de la WTA 125s de 2021. Se llevó a cabo en Charleston, Estados Unidos, entre el 26 de julio al 1 de agosto de 2021.

## Cabezas de serie

### Individuales
| Tenista               | Ranking | Preclasificada |
| Madison Brengle       | 78      | 1              |
| Lauren Davis          | 95      | 2              |
| Maddison Inglis       | 142     | 3              |
| Varvara Lepchenko     | 154     | 4              |
| Tatjana Maria         | 174     | 5              |
| Beatriz Haddad Maia   | 185     | 6              |
| Sachia Vickery        | 197     | 7              |
| Usue Maitane Arconada | 198     | 8              |

- Ranking del 19 de julio de 2021

### Dobles
| Tenista                           | Ranking | Preclasificada |
| Erin Routliffe Aldila Sutjiadi    | 281     | 1              |
| Kateryna Bondarenko Tatjana Maria | 298     | 2              |
| Quinn Gleason Jamie Loeb          | 337     | 3              |
| Catherine Harrison María Sánchez  | 349     | 4              |

## Campeonas

### Individuales femeninos
Varvara Lepchenko venció a  Jamie Loeb por 7–6(4), 4–6, 6–4

### Dobles femenino
Liang En-shuo /  Rebecca Marino vencieron a  Erin Routliffe /  Aldila Sutjiadi por 5–7, 7–5, [10–7]